# Чемпионат Европы по гандболу среди женщин 2026
Чемпионат Европы по гандболу среди женщин 2026 (англ. Women's EHF Euro 2026) 17-й по счёту турнир, который пройдёт в пяти странах Чехии, Польше, Словакии, Румынии и Турции с 3 декабря по 15 декабря 2026 года. Игры состоятся в шести залах. В чемпионате будут участвовать 24 сборные. Титул 2024 года будет защищать сборная Норвегии.
20 октября 2021 года было принято решение о проведении турнира в России, однако начавшаяся военная кампания России против Украины вынудило руководство Европейской гандбольной федерации перенести место проведения турнира. В итоге было определено, что чемпионат Европы состоится в пяти странах, на шести аренах.
Из всех пяти стран-хозяек, только Румыния ранее самостоятельно принимала чемпионат Европы по гандболу среди женщин в 2000 году.

## Места проведения
| Брно                | Брно                | Катовице            | Катовице            | Братислава          | Братислава          |
| ------------------- | ------------------- | ------------------- | ------------------- | ------------------- | ------------------- |
| Сподек              | Сподек              | Арена Брно          | Арена Брно          | Словнафт Арена      | Словнафт Арена      |
| Вместимость: 11 036 | Вместимость: 11 036 | Вместимость: 12 000 | Вместимость: 12 000 | Вместимость: 10 000 | Вместимость: 10 000 |
|                     |                     |                     |                     |                     |                     |

| Орадя              | Орадя              | Клуж-Напока         | Клуж-Напока         | Анталья                | Анталья                |
| ------------------ | ------------------ | ------------------- | ------------------- | ---------------------- | ---------------------- |
| Орадя Арена        | Орадя Арена        | БТ Арена            | БТ Арена            | Спортивный зал Антальи | Спортивный зал Антальи |
| Вместимость: 5 500 | Вместимость: 5 500 | Вместимость: 10 000 | Вместимость: 10 000 | Вместимость: 10 000    | Вместимость: 10 000    |
|                    |                    |                     |                     |                        |                        |

## Отборочный турнир

### Квалифицированные команды
| Сборная  | Способ отбора            | Дата квалификации | Предыдущие выступления на турнире |
| -------- | ------------------------ | ----------------- | --------------------------------- |
| Чехия    | Принимающая страна       | 8 марта 2024      | 8                                 |
| Польша   | Принимающая страна       | 8 марта 2024      | 9                                 |
| Румыния  | Принимающая страна       | 8 марта 2024      | 15                                |
| Словакия | Принимающая страна       | 8 марта 2024      | 3                                 |
| Турция   | Принимающая страна       | 8 марта 2024      | 1                                 |
| Норвегия | Чемпион Европы 2024 года | 15 декабря 2024   | 16                                |